# Fort Maddalena
Fort Maddalena (Ridotta Maddalena en italià) va ser un fort a la colònia de la Líbia italiana, prop de la frontera líbia-egípcia, al costat de la Frontera de Filat de la frontera italiana.
El fort es va construir durant la repressió colonial italiana de la resistència senussia durant la Segona Guerra Italo-Senussi (1923-1931), com a part d'una barrera a les fronteres Líbia-Egipte i Líbia-Sudan.
La Frontera de Filat i una sèrie de forts, inclòs el Fort Maddalena, es van utilitzar per impedir que els senussi es moguessin lliurement a través de la frontera. El fort tenia quatre murs que tancaven un pati amb una torre d'observació. Als voltants s'havien construït uns quarters d'habitacions i servien de base per als guàrdies fronterers i patrulles de cotxes blindats de l'exèrcit italià. El fort estava construït sobre la cruïlla de camins beduïns.

## Antecedents
El 1922, Benito Mussolini va continuar la Riconquista de Líbia, a la Segona Guerra Italo-Sanussi (1921–1931). La Frontera de Filat va ser construïda per l'exèrcit italià, sota el comandament del general Rodolfo Graziani, a l'hivern de 1930-1931, com a mitjà per reprimir la resistència senussi contra la colonització italiana. El sistema de filferro i forts de frontera es va utilitzar per dificultar el moviment dels combatents i materials senussi procedents d'Egipte. El filat comprenia quatre línies d'1,7 m d'alçada en bases de formigó, lligades amb filferro de pues de 320 km (200 milles) de llarg, just dins de la frontera des d'El Ramleh al golf de Sollum, passant per Fort Capuzzo fins a Sidi Omar, després al sud, lleugerament a l'oest del meridià 25 est, les fronteres Líbia-Egipte i Líbia-Sudan. Tres grans forts a Amseat (Fort Capuzzo), Scegga (Fort Maddalena) i Giarabub i sis més petits a El Ramleh al golf de Sollum, a Sidi Omar, Sceferzen, Vescechet, Garn ul Grein i El Aamara al llarg del filat. El filat es patrullava amb cotxes blindats i avions des dels forts, per l'exèrcit italià i els guàrdies fronterers, que atacaven qualsevol persona vista a la zona fronterera.

## Segona Guerra Mundial

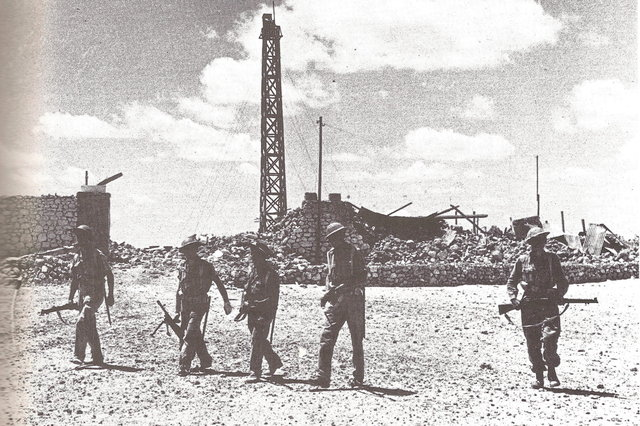
Soldats britànics al Fort Maddalena, Líbia italiana (juny 1940)

Després de la declaració de guerra d'Itàlia al Regne Unit el 10 de juny de 1940, els britànics van prendre la iniciativa i van fer incursions contra els forts de la frontera de filat. Després d'una incursió nocturna el dia 13 que va ser rebuda amb foc de metralladora des del fort i la conseqüent retirada, el 14 de juny l'11è d'Hussars capturava Fort Maddalena,després d'un bombardeig de la RAF, L'esquadró va encerclar el fort i no hi va haver cap senyal d'oposició, es va aixecar una bandera blanca mentre els cotxes confluïen i els hússars van entrar sense fer cap tret, fent presoners els cinc italians i tretze tropes natives que només quedaven de la guarnició. Evacuat pels britànics durant l'invasió italiana d'Egipte va ser recuperat pels italians i reconquerit posteriorment pels britànics després de l'Operació Compass. Va anar canviant de mans segons si el front avançava o retrocedia fins al final de la campanya del nord d'Àfrica. Actualment només en queden les ruïnes.